# Hangholmen
Hangholmen, finska: Hankholma, är en ö i Finland. Den ligger i Finska viken och i kommunen Pyttis i den ekonomiska regionen  Kotka-Fredrikshamn i landskapet Kymmenedalen, i den södra delen av landet. Ön ligger omkring 16 kilometer väster om Kotka och omkring 98 kilometer öster om Helsingfors.
Öns area är 2,7 hektar och dess största längd är 260 meter i nord-sydlig riktning.